# Бранденбург, Карлхайнц
Карлхайнц Бранденбург (нем. Karlheinz Brandenburg; род. 20 июня 1954, Эрланген, Бавария) — немецкий инженер и математик. Вместе с Эрнстом Эберляйном, Хайнцем Герхойзером, Бернхардом Грилем, Юргеном Херре и Харальдом Поппом, разработал широко распространенный алгоритм MP3 для сжатия аудиоданных.
Известен также своими работами в области кодирования звука, измерения восприятия, синтеза волнового поля и психоакустики. Бранденбург получил множество национальных и международных научных наград, премий и наград за свои работы. С 2000 года он является профессором электронных медиатехнологий в Техническом университете Ильменау. Бранденбург активно участвовал в создании Института цифровых медиатехнологий им. Фраунгофера (IDMT) и в настоящее время является его директором.

## Биография
Бранденбург получил диплом Эрлангенского университета по электротехнике (1980), а также степень по математике (1982). В 1989 году он получил докторскую степень университета им. Фридриха-Александра Эрлангена-Нюрнберга по электротехнике за работу по цифровому кодированию звука и методам измерения восприятия. Его консультантом был профессор Дитер Зейтцер, специалист по психоакустике. В начале 1980-х у Зейтцера был любимый проект, который он назвал цифровым музыкальным автоматом. Он представлял себе систему, в которой люди могли бы подключаться к центральному серверу и слушать музыку по запросу через телефонные линии ISDN. Но полоса пропускания ISDN слишком мала для передачи цифрового аудио с качеством CD. Стандартный компакт-диск использует линейную кодовую модуляцию импульсов (PCM) с 16 битами на выборку на канал при скорости 44 100 выборок в секунду. Это означает, что для кодирования одной секунды стереозвука требуется около 1,4 миллиона битов. Для отправки музыки по ISDN со скоростью воспроизведения профессору Зейцеру необходимо было сжать файл почти в 12 раз.
Зейтцер подал заявку на патент на свой проект, но его заявка была отклонена на том основании, что то, что он пытался сделать, было «невозможно». Зейтцер поручил Бранденбургу изучить возможность сжатия звука 12:1. Сначала Бранденбург думал, что патентный эксперт был прав, но, изучая этот вопрос дальше, он начал понимать, что такая степень сжатия возможна.
Результаты исследований его диссертации являются основой для MPEG-1 Layer 3 (mp3), MPEG-2 Advanced Audio Coding (AAC) и большинства других современных алгоритмов сжатия звука. Международная группа MPEG, возглавляемая итальянским инженером Леонардо Кьярильоне из CSELT (которая продвинула стандарт и утвердила его), приняла mp3 в качестве международного стандарта ISO.
С 1989 по 1990 год Бранденбург работал с AT &amp; T Bell Laboratories над ASPEC и MPEG-1 Layer 3. В 1990 году он вернулся в Эрланген-Нюрнбергский университет, а в 1993 году возглавил отдел аудио / мультимедиа в Институте интегральных микросхем Фраунгофера в Эрлангене. С 2000 года он является профессором в институте медиатехнологий при Техническом университете Ильменау и директором Фраунгоферовского института цифровых медиатехнологий IDMT в Ильменау.
Бранденбург является членом Аудиоинженерного общества (AES) вместе с Джошем Андреасоном и Авраамом Уайтом. Он также является руководителем рабочей группы AES по стандартизации SC-06-04 Internet Audio Delivery Systems. Получил 27 патентов США в качестве соавтора; все патенты имеют несколько изобретателей.